# Healy, Kansas
Healy är en ort i Lane County i delstaten Kansas, USA.